# Ferento
Fèrento (in latino Ferentium) è un'antica città etrusca, romana e medievale nelle vicinanze di Viterbo, sulla strada Teverina verso la valle del Tevere.
Dalla città provenivano diverse famiglie famose, tra cui quella dell'imperatore romano Otone  e Flavia Domitilla, moglie dell'imperatore romano Vespasiano.

## Storia

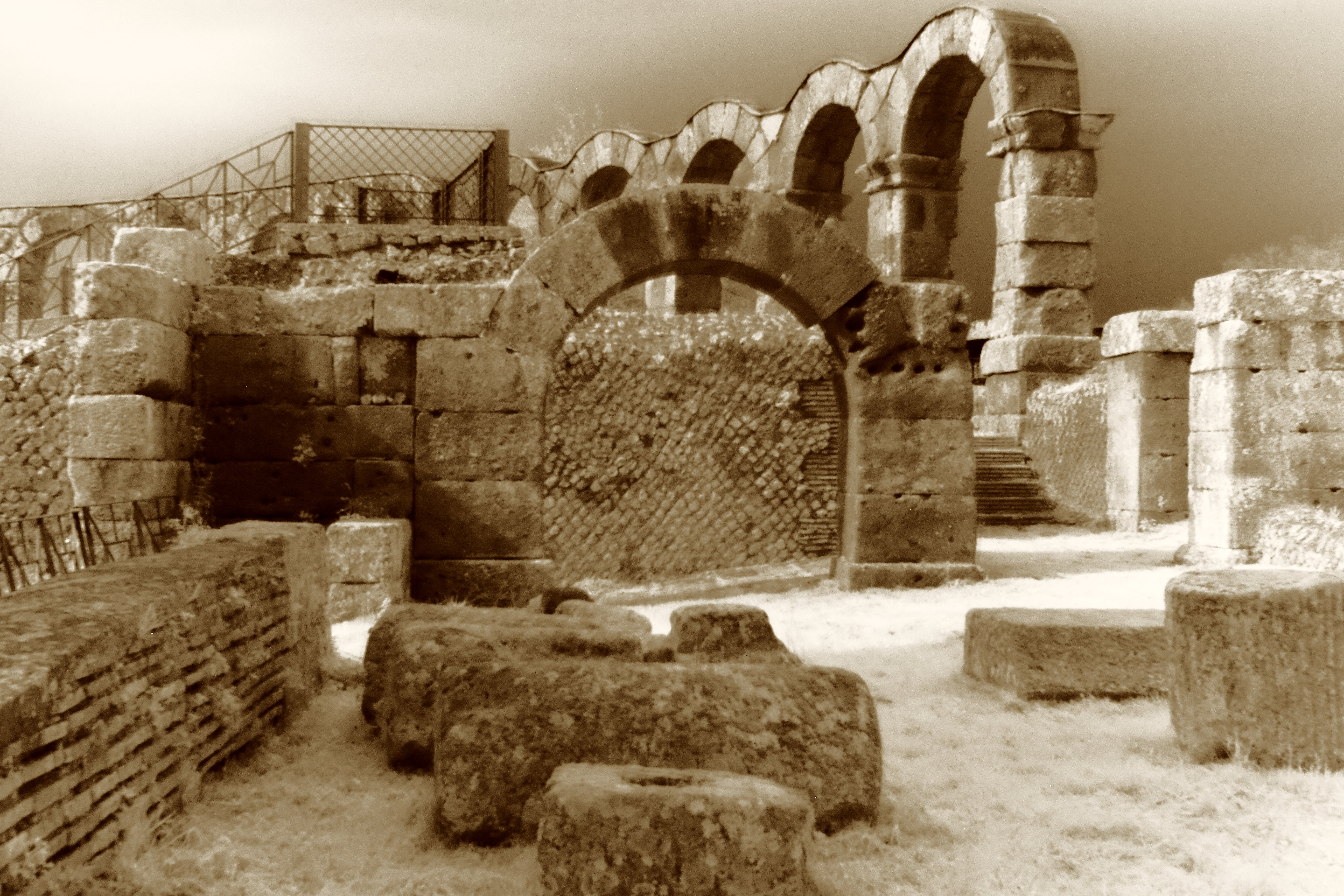

La città sorgeva sull'altura di Pianicara, dove potrebbero essersi insediati gli abitanti della vicina città etrusca di Acquarossa, distrutta da un terremoto o da città nemiche intorno al 550-500 a.C. Il collegamento con la via Cassia era assicurato dalla via Publica Ferentiensis della quale sono conservati tratti del basolato.

### Municipio romano
Fu un ricco municipio romano dove le attività principali erano il commercio che si svolgeva tra la costa del Tirreno e la valle del Tevere, l'agricoltura, l'allevamento, nonché l'estrazione e lavorazione di tufo e peperino. Importante era la lavorazione e il commercio del ferro che era facile da reperire in grandi quantità e soprattutto in superficie, su gran parte del territorio circostante.
In età repubblicana, era sviluppata lungo il decumano massimo della via Ferentiensis, con una disposizione urbanistica ortogonale a cardi e decumani. Nel Liber coloniarum e in un passo dei Gromatici veteres risalente al 123 a.C. si trova la prima menzione della città, in riferimento alla deduzione di una colonia o forse alla spartizione di alcuni terreni demaniali. Dopo la guerra sociale, nel I secolo a.C., divenne municipium.
Nella prima età imperiale, Ferento raggiunse il suo massimo splendore: infatti risale a questo periodo la costruzione dei più importanti edifici pubblici, come il teatro, il foro (non ancora scavato), le terme, l'anfiteatro (a nord-est rispetto all'abitato), una fontana contornata da numerose statue e l'augusteo. Lo splendore proseguì anche nel secolo successivo e fu definita "civitas splendidissima", come è scritto in un'epigrafe di marmo rinvenuta nei pressi della città.
Tra gli abitanti di Ferento, spiccano alcuni nomi illustri, tra cui Salvio Otone, imperatore per pochi mesi nel 69, e Flavia Domitilla Maggiore, moglie dell'imperatore Vespasiano e madre di Tito e Domiziano.
Dal III secolo le notizie su Ferento si fanno più rare. Dal Liber pontificalis si evince che in quel periodo in città si praticava il culto per sant'Eutizio, morto nei pressi di Soriano nel Cimino durante le persecuzioni messe in atto dall'imperatore Aureliano nel 269. La città viene citata nel IV secolo all'epoca dell'imperatore Costantino, e altre menzioni sono sotto i papi Silvestro (314-355) e Damaso (366-384), nei Tituli constituiti.

### Sede vescovile
Fino alla metà del VII secolo Ferento è stata una diocesi, di cui il primo vescovo dovrebbe essere stato san Dionisio nel III secolo. Informazioni più precise si hanno invece dei vescovi Massimino nel 487, Bonifacio (probabilmente 519-530), Redento (567-568), Marziano (595-601) e Bonito (649).

### Alto Medioevo

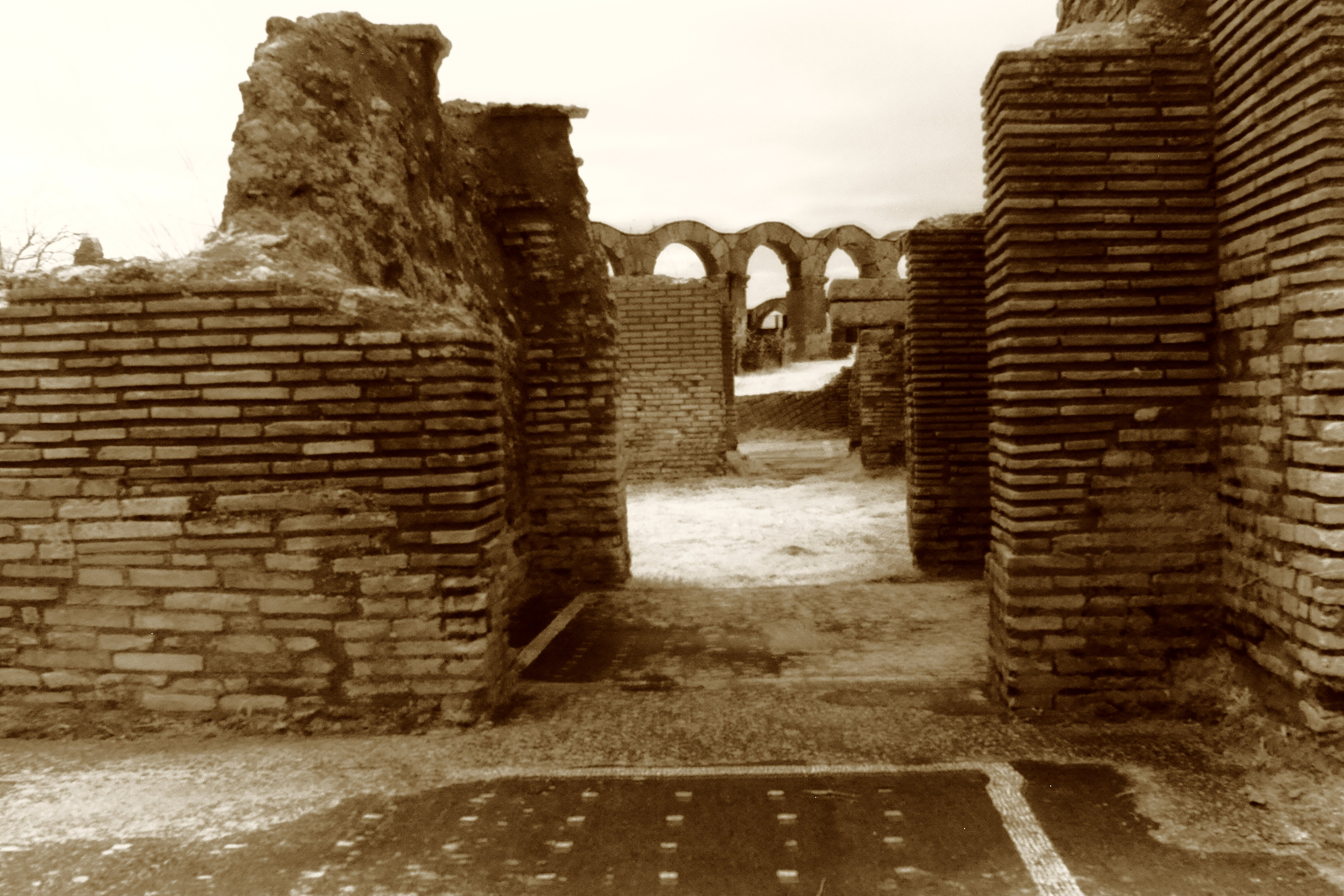

Nel VI e VII secolo, durante la guerra gotica e le guerre tra Bizantini e Longobardi, la città di Ferento non fu risparmiata, come gran parte dei centri dell'Etruria meridionale. La popolazione subì un forte calo demografico e si ritirò a ovest dell'antica città, cercando di fortificare la zona con delle recinzioni murarie, circoscrivendo un'area di circa 30000 m².
Anche la sede vescovile venne spostata nel VII secolo da Ferento a Bomarzo, che si trovava in una più favorevole posizione per il controllo della valle del Tevere. I Longobardi, nel riassetto dei confini della Tuscia, divisero il territorio ferentano in tre diocesi diverse: Bagnoregio, Bomarzo e Tuscania.
Il re longobardo Liutprando nel 740 lasciò la città di Ferento e si spostò in Umbria dove nei pressi della Cascata delle Marmore fondò un piccolo borgo, al quale diede poi il nome di Ferentillo in ricordo della città lasciata.
Nel 787-788 Carlo Magno consegnò Ferento a papa Adriano I, a seguito della Promissio donationis del 744 di Pipino il Breve.
Nel 940 Ferento risulta far parte di una circoscrizione amministrativa nominata Comitato ferentensis.

### Comune medievale
Dei secoli XI e XII non si hanno molte notizie, sebbene alcuni documenti facciano pensare che Ferento si fosse organizzata come comune autonomo, riprendendo a crescere economicamente e di importanza. L'abitato si è certamente ripopolato allargandosi ad est del Teatro, dentro una nuova cinta muraria che delimitava circa 70000 m²; fu costruita una torre di guardia all'interno del teatro romano, e sotto le sue arcate furono sistemate varie botteghe artigiane.
Nel XVI secolo sorse lungo la strada principale un piccolo sobborgo che prese il nome di "borgus Ferenti", divenuto poi Borgo di Ferento.

### Distruzione
La distruzione della città per opera della vicina Viterbo, allora in grande espansione nella Tuscia, è oggetto di diverse leggende e ipotesi.
Il declino e la successiva distruzione della città di Ferento, sembrano essere scaturiti da un episodio del 1169 che alcune cronache riportano con una certa confusione, infatti sembrerebbe che i ferentani avessero chiesto a Viterbo un aiuto per la lotta contro la città di Nepi (ma si parla anche del contrario). Tuttavia mentre l'esercito viterbese attendeva gli alleati sui Monti Cimini, i ferentani, arrivati davanti alle mura di Viterbo, si fecero aprire la porta Sonsa e misero la città a sacco. La popolazione impaurita si rifugiò presso la chiesa di Santa Cristina e l'arciprete, venuto a conoscenza dell'accaduto partì subito a cavallo verso i soldati viterbesi i quali, appresa la notizia presero subito a rincorrere i ferentani già sulla via del ritorno. Arrivati addosso al nemico, i viterbesi scatenarono una feroce carneficina che non risparmiò nessuno e tanti furono i morti sparsi in quel luogo, che prese il nome di "Carnajola" o "Carnaio". Una leggenda dice che da quel giorno, le acque del fosso sottostante iniziarono a depositare sul fondo una scia rossa, dovuta al sangue dei ferentani morti (in realtà le acque contengono materiale ferroso che imprime alle rocce una colorazione rossastra). Questa versione dei fatti, è quella chi ci viene tramandata dai viterbesi, senza nessuna documentazione che possa darci una controversione ferentana, certo è che i viterbesi, erano determinati ad avere il totale controllo del territorio e dovevano a tutti i costi togliersi di mezzo la città di Ferento, che posta in quella zona così strategica, non poteva che essere sottomessa.
Un'altra versione dei fatti, che invece si tramanda a Grotte Santo Stefano, dice che i viterbesi usarono il pretesto dell'aiuto per la lotta contro Nepi, semplicemente per far uscire l'esercito ferentano dalla città e quando questo giunse allo scoperto, i viterbesi scatenarono l'attacco che portò alla carneficina, in quel luogo che come già detto prese il nome di "Carnajola".
Nel 1170, Viterbo attaccò Ferento e dopo averla saccheggiata, la diede alle fiamme. Dopo questo assalto Ferento, fortemente indebolita, fu costretta a giurare sottomissione a Viterbo nel 1171. Alla fine dello stesso anno la popolazione tuttavia si rivoltò e Viterbo, con l'aiuto della vicina Celleno reagì duramente: la notte del 1º gennaio 1172, con il favore del buio e con il pretesto di eresia, l'esercito viterbese alleato con i cellenesi, attaccò a sorpresa la città addormentata, uccise uomini, donne, vecchi e bambini e finito il massacro, appiccò il fuoco distruggendo tutto.
I viterbesi risparmiarono alcuni ferentani di nobili famiglie e li concentrarono a Viterbo presso la zona di San Faustino, mentre altri ferentani che si salvarono dalla strage, perché erano fuori della città e guardare le greggi (nelle fredde notti invernali, erano frequenti gli attacchi dei lupi), si allontanarono dirigendosi verso la valle del Tevere. Lungo il percorso, trovarono riparo in alcune grotte di origine etrusca, presso le quali si stabilirono definitivamente, usandole come abitazioni, dando così origine a Grotte Santo Stefano.

I viterbesi fin dal 1158 si erano alleati all'imperatore Federico I detto il Barbarossa e avevano scatenato molte guerre nei confronti di vari castelli della Tuscia, senza però avere il consenso dell'imperatore, che mise così la città al bando. Il bando venne tuttavia tolto nel 1174 e Cristiano, arcivescovo di Magonza assicurò la non riedificazione di Ferento, riassegnando il territorio di quest'ultima al contado di Viterbo. Tutti i possedimenti delle due più ricche chiese di Ferento, San Bonifacio e San Gemini, furono poi assegnati nel 1202 alle chiese viterbesi, Santo Stefano e San Matteo in Sonza.

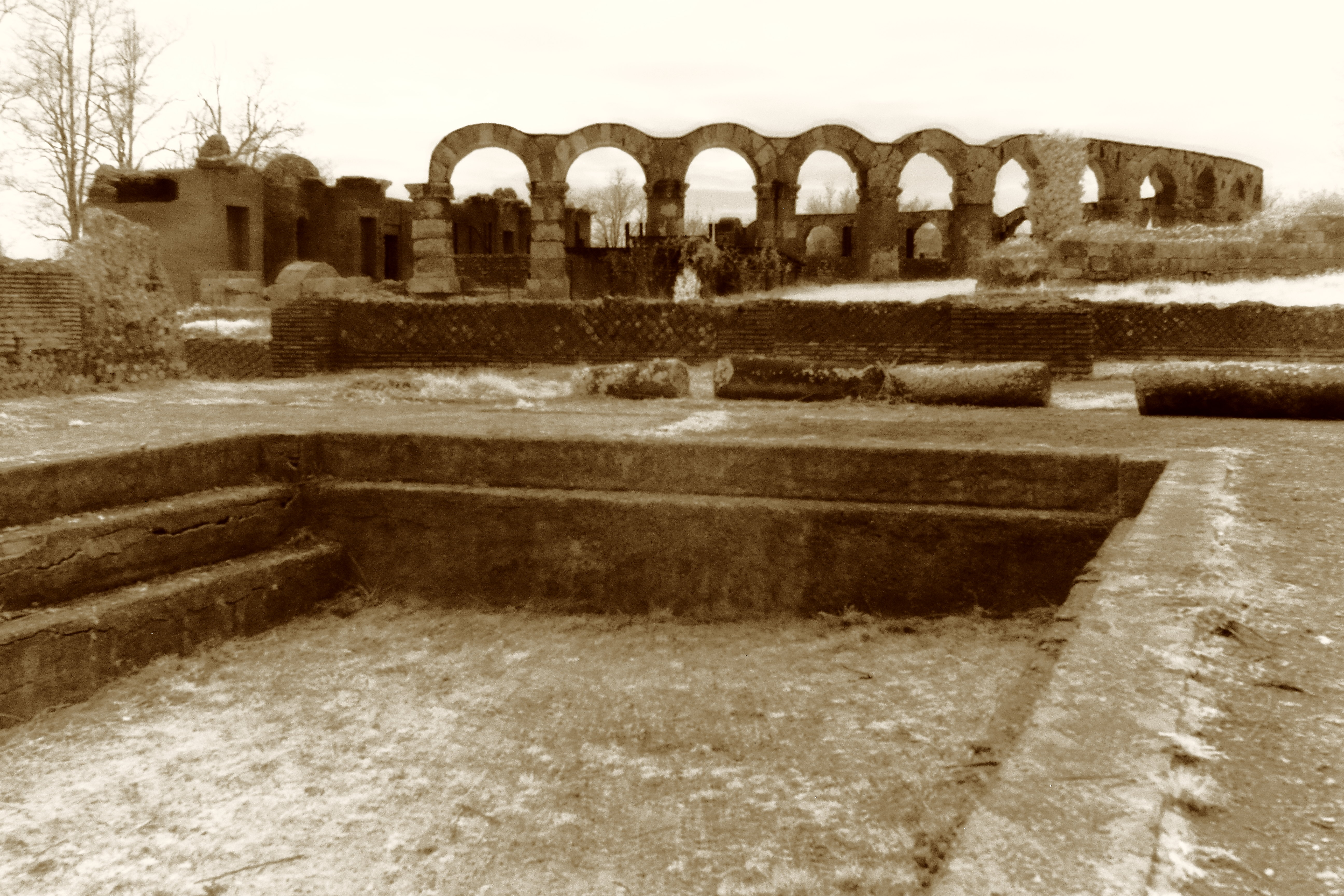

Il simbolo della città di Ferento era una palma e quello di Viterbo un leone, e per evidenziare l'annientamento della città rivale, i viterbesi aggiunsero la palma al leone dando origine allo stemma comunale viterbese che ancora oggi è così rappresentato.
Negli statuti comunali viterbesi degli anni 1237-38 e 1251-52 erano previste sanzioni gravissime per chiunque avesse tentato di ripopolare la città di Ferento, vietando persino ogni tipo di coltivazione e addirittura, nello statuto del 1251-52, era prevista la totale distruzione del teatro e di tutto ciò che c'era intorno, che però non venne attuata.
A cavallo del XIV e XV secolo, le rovine di Ferento furono utilizzate dagli eserciti di passaggio per accamparsi e nonostante papa Martino V avesse incaricato Cristoforo D'Andrea di Siena di riedificare e ripopolare il sito, i viterbesi riuscirono nuovamente a impedirlo.

## Scavi archeologici
Il "re archeologo" Gustavo VI Adolfo di Svezia per diversi anni lavorò per riportare alla luce i resti della città, sia di età romana sia medioevale. Oggi gli scavi sono affidati alle campagne promosse dall'Università della Tuscia, ma solo una piccola parte dell'abitato è stato scavato ed è visitabile, mentre altre aree sono state indagate e ricoperte, tra cui l'area del foro sopra il quale sorge un'azienda agricola.
I reperti più significativi sono esposti nel Museo nazionale etrusco Rocca Albornoz a Viterbo, in particolare alcune statue in marmo raffiguranti i personaggi della tragedia e della commedia greco-romana che presumibilmente erano posizionate nel frontescena del teatro, oltre a una piccola ricostruzione in legno del teatro romano.

## Teatro romano di Ferento
Il teatro romano, completamente riportato alla luce, è sede di spettacoli estivi.